# تاتارمحله
تاتارمحله (به ترکی آذربایجانی: Tatarməhlə) یک منطقهٔ مسکونی در جمهوری آذربایجان است که در شهرستان نفت‌چاله واقع شده‌است. تاتارمحله ۱٬۱۱۱ نفر جمعیت دارد.